# Ентоні Джонсон (баскетболіст)
Ентоні Джонсон (англ. Anthony Johnson, нар. 2 жовтня 1974, Чарлстон) — американський професіональний баскетболіст, що грав на позиціях атакувального захисника і розігруючого захисника за низку команд НБА.

## Ігрова кар'єра
Починав грати у баскетбол у команді старшої школи R. B. Stall (Charleston, South Carolina). На університетському рівні грав за команду College of Charleston (1992–1997). 
1997 року був обраний у другому раунді драфту НБА під загальним 39-м номером командою «Сакраменто Кінґс».
Професійну кар'єру розпочав 1997 року виступами за тих же «Сакраменто Кінґс», захищав кольори команди із Сакраменто протягом одного сезону.
З 1998 по 2001 рік протягом трьох сезонів грав у складі «Атланта Гокс». Між тим частину 2000 року виступав у складі «Орландо Меджик» і зіграв 18 ігор.
З 2001 по 2002 рік грав у складі «Клівленд Кавальєрс».
2001 року перейшов до  команди Ліги розвитку НБА «Мобіл Ревелерс», у складі якої провів наступний сезон своєї кар'єри.
Наступною командою в кар'єрі гравця була «Нью-Джерсі Нетс», за яку він відіграв один сезон.
З 2003 по 2006 рік грав у складі «Індіана Пейсерз».
2006 року перейшов до «Даллас Маверікс», у складі якої провів наступний сезон своєї кар'єри.
Наступною командою в кар'єрі гравця була «Атланта Гокс», за яку він відіграв один сезон.
Останньою ж командою в кар'єрі гравця стала «Орландо Меджик», до складу якої він приєднався 2008 року і за яку відіграв 2 сезони.

## Статистика виступів в НБА

### Регулярний сезон
| Сезон             | Команда              | GP  | GS  | MPG  | FG%  | 3P%  | FT%  | RPG | APG | SPG | BPG | PPG |
| ----------------- | -------------------- | --- | --- | ---- | ---- | ---- | ---- | --- | --- | --- | --- | --- |
| 1997–98           | «Сакраменто Кінґс»   | 77  | 62  | 29.4 | .371 | .328 | .727 | 2.2 | 4.3 | .8  | .1  | 7.5 |
| 1998–99           | «Атланта Гокс»       | 49  | 2   | 18.1 | .404 | .263 | .695 | 1.5 | 2.2 | .7  | .1  | 5.0 |
| 1999–00           | «Атланта Гокс»       | 38  | 2   | 11.1 | .350 | .167 | .792 | 1.0 | 1.6 | .6  | .1  | 2.4 |
| 1999–00           | «Орландо Меджик»     | 18  | 4   | 11.9 | .426 | .200 | .600 | .7  | .7  | .6  | .1  | 3.4 |
| 2000–01           | «Атланта Гокс»       | 25  | 0   | 11.2 | .366 | .000 | .706 | .9  | 1.4 | .7  | .2  | 2.6 |
| 2000–01           | «Клівленд Кавальєрс» | 28  | 0   | 8.3  | .333 | .500 | .688 | .8  | 1.6 | .2  | .0  | 2.4 |
| 2001–02           | «Нью-Джерсі Нетс»    | 34  | 0   | 10.8 | .411 | .333 | .640 | .9  | 1.4 | .9  | .0  | 2.8 |
| 2002–03           | «Нью-Джерсі Нетс»    | 66  | 2   | 12.8 | .446 | .371 | .689 | 1.2 | 1.3 | .6  | .1  | 4.1 |
| 2003–04           | «Індіана Пейсерз»    | 73  | 7   | 21.9 | .406 | .336 | .798 | 1.8 | 2.8 | .9  | .1  | 6.2 |
| 2004–05           | «Індіана Пейсерз»    | 63  | 36  | 27.7 | .445 | .380 | .752 | 2.8 | 4.8 | .9  | .2  | 8.4 |
| 2005–06           | «Індіана Пейсерз»    | 75  | 53  | 26.4 | .443 | .329 | .752 | 2.2 | 4.3 | .8  | .3  | 9.2 |
| 2006–07           | «Даллас Маверікс»    | 40  | 0   | 14.1 | .411 | .379 | .724 | 1.2 | 2.0 | .4  | .0  | 3.8 |
| 2006–07           | «Атланта Гокс»       | 27  | 17  | 27.4 | .416 | .318 | .781 | 2.0 | 4.6 | .6  | .1  | 7.5 |
| 2007–08           | «Атланта Гокс»       | 42  | 41  | 26.7 | .431 | .429 | .813 | 2.3 | 4.8 | 1.0 | .2  | 6.7 |
| 2007–08           | «Сакраменто Кінґс»   | 27  | 11  | 15.2 | .455 | .500 | .818 | 1.4 | 2.2 | .4  | .0  | 3.9 |
| 2008–09           | «Орландо Меджик»     | 80  | 12  | 18.5 | .404 | .391 | .753 | 1.8 | 2.5 | .6  | .1  | 5.3 |
| 2009–10           | «Орландо Меджик»     | 31  | 0   | 13.1 | .441 | .333 | .950 | 1.5 | 2.0 | .4  | .0  | 4.2 |
| Усього за кар'єру | Усього за кар'єру    | 793 | 249 | 19.6 | .414 | .356 | .745 | 1.7 | 2.9 | .7  | .1  | 5.6 |

### Плей-оф
| Сезон             | Команда           | GP  | GS | MPG  | FG%  | 3P%  | FT%  | RPG | APG | SPG | BPG | PPG  |
| ----------------- | ----------------- | --- | -- | ---- | ---- | ---- | ---- | --- | --- | --- | --- | ---- |
| 1999              | «Атланта Гокс»    | 9   | 0  | 12.3 | .276 | .500 | .700 | 1.0 | 1.1 | .1  | .1  | 2.7  |
| 2002              | «Нью-Джерсі Нетс» | 19  | 0  | 8.5  | .377 | .100 | .818 | .7  | 1.1 | .3  | .0  | 2.6  |
| 2003              | «Нью-Джерсі Нетс» | 17  | 0  | 7.2  | .548 | .500 | .833 | .7  | 1.1 | .1  | .0  | 2.5  |
| 2004              | «Індіана Пейсерз» | 16  | 0  | 20.8 | .362 | .300 | .773 | 2.1 | 2.1 | .8  | .3  | 4.6  |
| 2005              | «Індіана Пейсерз» | 13  | 4  | 24.3 | .351 | .348 | .806 | 2.9 | 5.1 | 1.0 | .4  | 7.0  |
| 2006              | «Індіана Пейсерз» | 6   | 6  | 40.3 | .517 | .400 | .667 | 5.0 | 5.2 | 1.0 | .0  | 20.0 |
| 2009              | «Орландо Меджик»  | 19  | 1  | 14.7 | .376 | .300 | .500 | 1.4 | 2.1 | .6  | .0  | 4.3  |
| 2010              | «Орландо Меджик»  | 1   | 0  | 5.0  | .500 | .000 | .000 | .0  | 2.0 | .0  | .0  | 2.0  |
| Усього за кар'єру | Усього за кар'єру | 100 | 11 | 15.7 | .404 | .321 | .721 | 1.6 | 2.2 | .5  | .1  | 4.8  |